# Campionati europei di atletica leggera 2024 - 400 metri ostacoli femminili
La gara dei 400 metri ostacoli femminili dei campionati europei di atletica leggera 2024 si è svolta tra il 9 e l'11 giugno.

## Podio
| Pos.    | Atleta            | Nazionalità | Tempo |
| ------- | ----------------- | ----------- | ----- |
| Oro     | Femke Bol         | Paesi Bassi | 52"49 |
| Argento | Louise Maraval    | Francia     | 54"23 |
| Bronzo  | Cathelijn Peeters | Paesi Bassi | 54"37 |

## Situazione pre-gara

### Record
Prima di questa competizione, il record del mondo, il record europeo e il record dei campionati erano i seguenti.
| Record                | Prestazione | Atleta                        | Data e luogo                               | Competizione             |
| --------------------- | ----------- | ----------------------------- | ------------------------------------------ | ------------------------ |
| Record mondiale       | 50"68       | Sydney McLaughlin Stati Uniti | 22 luglio 2022 Eugene, USA                 | Campionati mondiali 2022 |
| Record europeo        | 51"45       | Femke Bol Paesi Bassi         | 23 luglio 2023 Londra, Regno Unito         | London Athletics Meet    |
| Record dei campionati | 52"67       | Femke Bol Paesi Bassi         | 19 agosto 2022 Monaco di Baviera, Germania | Campionati europei 2022  |

### Campionessa in carica
La campionessa europea in carica era:
| Campione | Atleta                | Prestazione | Data e luogo                               | Competizione            |
| -------- | --------------------- | ----------- | ------------------------------------------ | ----------------------- |
| Europea  | Femke Bol Paesi Bassi | 52"67       | 19 agosto 2022 Monaco di Baviera, Germania | Campionati europei 2022 |

### La stagione
Prima di questa gara, le atlete con le migliori tre prestazioni europee dell'anno erano:
| Pos. | Atleta                        | Prestazione | Data e luogo                      |
| ---- | ----------------------------- | ----------- | --------------------------------- |
| 1    | Femke Bol Paesi Bassi         | 53"07       | 2 giugno 2024 Stoccolma, Svezia   |
| 2    | Cathelijn Peeters Paesi Bassi | 54"31       | 28 maggio 2024 Ostrava, Rep. Ceca |
| 3    | Louise Maraval Francia        | 54"44       | 22 maggio 2024 Marsiglia, Francia |

## Risultati

### Batterie di qualificazione
Le batterie di qualificazione si sono tenute il 9 giugno a partire dalle ore 12:40.
Passano alle semifinali le prime tredici più veloci (q).
Le 12 atlete che al 30 maggio hanno registrato le migliori prestazioni europee secondo la Road to Rome, insieme al possessore della Wild Card (campione europeo in carica) accedono direttamente ai turni di semifinale, salvo rinuncia o mancata conferma alla partecipazione alla manifestazione.

#### Batteria 1
| Pos | Corsia | Atleta                 | Nazionalità | Tempo | Note |
| --- | ------ | ---------------------- | ----------- | ----- | ---- |
| 1   | 2      | Sára Mátó              | Ungheria    | 55"95 | q    |
| 2   | 4      | Amalie Iuel            | Norvegia    | 56"23 | q    |
| 3   | 3      | Hilla Uusimäki         | Finlandia   | 56"40 |      |
| 4   | 6      | Vera Barbosa           | Portogallo  | 56"81 |      |
| 5   | 7      | Anna Gryc              | Polonia     | 56"91 | =    |
| 6   | 8      | Agata Zupin            | Slovenia    | 57"83 |      |
| 7   | 9      | Marija Burjak          | Ucraina     | 58"40 |      |
| -   | 5      | Alexandra Ștefania Uță | Romania     | dnf   |      |

#### Batteria 2
| Pos | Corsia | Atleta            | Nazionalità | Tempo | Note                                     |
| --- | ------ | ----------------- | ----------- | ----- | ---------------------------------------- |
| 1   | 8      | Eileen Demes      | Germania    | 55"25 | q                                        |
| 2   | 6      | Daniela Fra       | Spagna      | 55"71 | q                                        |
| 3   | 3      | Paulien Couckuyt  | Belgio      | 55"73 | q                                        |
| 4   | 2      | Daniela Ledecká   | Slovacchia  | 56"17 | q                                        |
| 5   | 9      | Izabela Smolińska | Polonia     | 56"24 | q                                        |
| 6   | 5      | Annina Fahr       | Svizzera    | 56"59 | Miglior prestazione personale stagionale |
| 7   | 4      | Dimitra Gnafaki   | Grecia      | 56"62 | Miglior prestazione personale stagionale |
| -   | 7      | Janka Molnár      | Ungheria    | dns   |                                          |

#### Batteria 3
| Pos | Corsia | Atleta                 | Nazionalità | Tempo | Note                                     |
| --- | ------ | ---------------------- | ----------- | ----- | ---------------------------------------- |
| 1   | 4      | Nikoleta Jíchová       | Rep. Ceca   | 54"88 | q =                                      |
| 2   | 2      | Yasmin Giger           | Svizzera    | 55"33 | q                                        |
| 3   | 3      | Kristiina Halonen      | Finlandia   | 55"62 | q                                        |
| 4   | 7      | Fatoumata Binta Diallo | Portogallo  | 55"81 | q                                        |
| 5   | 5      | Linda Olivieri         | Italia      | 55"95 | (.945) q                                 |
| 6   | 8      | Moa Granat             | Svezia      | 55"95 | (.949) q                                 |
| 7   | 9      | Kelly McGrory          | Irlanda     | 57"10 | Miglior prestazione personale            |
| 8   | 6      | Elisabeth Slettum      | Norvegia    | 57"16 | Miglior prestazione personale stagionale |

### Semifinali
Le semifinali si sono tenute il 10 giugno a partire dalle ore 13:15.
Passano alla finale le prime due atlete di ogni batteria (Q) e le successive due atlete più veloci (q).

#### Semifinale 1
| Pos | Corsia | Atleta                 | Nazionalità   | Tempo | Note                                     |
| --- | ------ | ---------------------- | ------------- | ----- | ---------------------------------------- |
| 1   | 6      | Louise Maraval         | Francia       | 54"36 | Q                                        |
| 2   | 8      | Lina Nielsen           | Gran Bretagna | 54"43 | Q                                        |
| 3   | 7      | Ayomide Folorunso      | Italia        | 54"52 | q                                        |
| 4   | 4      | Fatoumata Binta Diallo | Portogallo    | 54"65 | q                                        |
| 5   | 9      | Yasmin Giger           | Svizzera      | 55"05 | Miglior prestazione personale            |
| 6   | 5      | Hanne Claes            | Belgio        | 55"36 | Miglior prestazione personale stagionale |
| 7   | 3      | Kristiina Halonen      | Finlandia     | 55"83 | (.826)                                   |
| 8   | 2      | Daniela Ledecká        | Slovacchia    | 55"83 | (.830)                                   |

#### Semifinale 2
| Pos | Corsia | Atleta            | Nazionalità | Tempo | Note                                     |
| --- | ------ | ----------------- | ----------- | ----- | ---------------------------------------- |
| 1   | 5      | Femke Bol         | Paesi Bassi | 54"16 | Q                                        |
| 2   | 7      | Nikoleta Jíchová  | Rep. Ceca   | 54"59 | Q                                        |
| 3   | 4      | Amalie Iuel       | Norvegia    | 54"89 | =                                        |
| 4   | 6      | Viivi Lehikoinen  | Finlandia   | 54"92 | Miglior prestazione personale stagionale |
| 5   | 8      | Anna Ryžykova     | Ucraina     | 54"95 | Miglior prestazione personale stagionale |
| 6   | 9      | Linda Olivieri    | Italia      | 54"99 | Miglior prestazione personale            |
| 7   | 2      | Sára Mátó         | Ungheria    | 55"35 | Miglior prestazione personale            |
| 8   | 3      | Izabela Smolińska | Polonia     | 56"78 |                                          |

#### Semifinale 3
| Pos | Corsia | Atleta            | Nazionalità   | Tempo | Note                                            |
| --- | ------ | ----------------- | ------------- | ----- | ----------------------------------------------- |
| 1   | 7      | Line Kloster      | Norvegia      | 54"56 | Q                                               |
| 2   | 5      | Cathelijn Peeters | Paesi Bassi   | 54"66 | Q                                               |
| 3   | 8      | Alice Muraro      | Italia        | 54"73 | Miglior prestazione personale                   |
| 4   | 9      | Paulien Couckuyt  | Belgio        | 55"24 |                                                 |
| 5   | 4      | Eileen Demes      | Germania      | 55"64 |                                                 |
| 6   | 2      | Moa Granat        | Svezia        | 55"89 | Miglior prestazione europea stagionale under 23 |
| 7   | 6      | Jessie Knight     | Gran Bretagna | 56"01 |                                                 |
| 8   | 3      | Daniela Fra       | Spagna        | 56"27 |                                                 |

### Finale
La finale si è tenuta l'11 giugno alle ore 21:18.
| Pos     | Corsia | Atleta                 | Nazionalità   | Tempo | Note                          |
| ------- | ------ | ---------------------- | ------------- | ----- | ----------------------------- |
| Oro     | 6      | Femke Bol              | Paesi Bassi   | 52"49 | Record dei campionati         |
| Argento | 7      | Louise Maraval         | Francia       | 54"23 | Miglior prestazione personale |
| Bronzo  | 9      | Cathelijn Peeters      | Paesi Bassi   | 54"37 |                               |
| 4       | 4      | Nikoleta Jíchová       | Rep. Ceca     | 54"91 |                               |
| 5       | 2      | Ayomide Folorunso      | Italia        | 55"20 |                               |
| 6       | 5      | Line Kloster           | Norvegia      | 55"29 |                               |
| 7       | 8      | Lina Nielsen           | Gran Bretagna | 55"65 | (.651)                        |
| 8       | 3      | Fatoumata Binta Diallo | Portogallo    | 55"65 | (.652)                        |